# Хтелничка
Хтелничка (словац. Chtelnička) — річка в Словаччині, права притока Дудвагу, протікає в окрузі П'єштяни.
Довжина — 19.7 км.
Бере початок в масиві Малі Карпати — на висоті 295 метрів. Впадають Ланчарський потік і Лопашовський потік. Протікає біля сіл Нижня і Вельке Костоляни.
Впадає у Дудваг біля Вельких Костолян на висоті 148.7 метра.